# Edward F. Beale

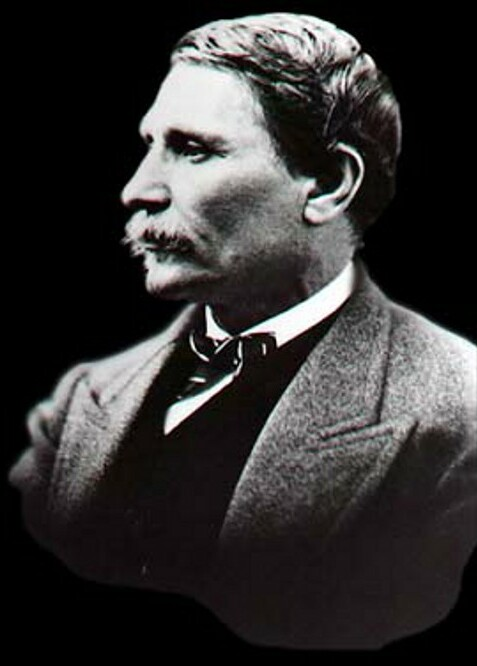
Edward F. Beale

Edward Fitzgerald Beale (* 4. Februar 1822 in Washington, D.C.; † 22. April 1893 ebenda) war ein US-amerikanischer Offizier, Diplomat und Entdecker.

## Leben
Beales Vater George war Zahlmeister bei der United States Navy und wurde für seine Verdienste im Britisch-Amerikanischen Krieg von 1812 mit der Kongressmedaille ausgezeichnet. Seine Mutter Emily war eine Tochter von Commodore Thomas Truxtun. Edward studierte zunächst am Georgetown College und wurde dann zur Offiziersschule der Navy zugelassen, wo er 1842 abschloss. Im Anschluss diente er auf verschiedenen Schiffen, wurde aber auch als Bote in wichtigen Regierungsgeschäften eingesetzt. 1846 erhielt er sein erstes eigenes Kommando.
Da gleichzeitig der Amerikanisch-mexikanische Krieg begann, wurde Beale zu Land eingesetzt. Nach der für die Amerikaner verlorenen Schlacht von San Pasqual gelang es ihm, gemeinsam mit Kit Carson und einem indianischen Scout, die mexikanischen Linien zu durchbrechen und für die eingeschlossene Armee von General Stephen W. Kearny Verstärkung herbeizurufen.
Innerhalb der nächsten drei Jahre durchquerte Beale mehr als sechs Mal das Land zwischen der Front und Washington, um Botschaften zwischen Armee und politischer Führung auszutauschen. Auf einer dieser Reisen, 1848, brachte er auch die ersten Nachrichten von den Goldfunden in Kalifornien nach Washington. 1849 heiratete er Mary Edwards, die Tochter des Abgeordneten Samuel Edwards aus Pennsylvania. 1850 wurde er zum Lieutenant befördert, 1851 verließ er die Navy.
Beale ging nach Kalifornien, wo er als Manager arbeitete. Aber schon 1853 trat er wieder in Regierungsdienste, diesmal als Superintendent für Indianerangelegenheiten für Kalifornien und Nevada. Die Regierung stellte ihm dafür 250.000 Dollar zur Verfügung und der Gouverneur von Kalifornien ernannte ihn zum Brigadegeneral der Miliz (Vorläufer der Nationalgarde), um seine Position für Verhandlungen mit den Indianern zu stärken.
Von 1857 bis 59 unternahm Beale zwei Expeditionen durch die Wüste von Arizona (siehe: U.S. Army Camel Corps). 1861 ernannte ihn Präsident Abraham Lincoln zum Generalbevollmächtigten (General Surveyor) für Kalifornien und Nevada, obwohl Beale sich um einen Posten in der Army beworben hatte. Dort machte er sich um den Verbleib Kaliforniens in der Union verdient. Nach dem Sezessionskrieg zog er sich auf sein Landgut in Bakersfield, Kalifornien, zurück. 1870 kaufte er ein weiteres Gut, das Decatur House in Washington D.C.
1876 ernannte ihn Präsident Ulysses S. Grant als Nachfolger von Godlove Stein Orth zum Gesandten in Österreich-Ungarn, aber nach nur einem Jahr trat er von diesem Amt wieder zurück. Später bewarb er sich unter Präsident Chester A. Arthur um den Posten des Kriegsministers, erhielt ihn aber nicht.

## Das U.S. Army Camel Corps
1857 beauftragte Präsident James Buchanan Beale mit einem Treck von New Mexico nach Colorado. Auf diesem Treck wurde ein von Kriegsminister Jefferson Davis (später Präsident der Konföderierten Staaten) initiiertes Experiment durchgeführt, nämlich der Einsatz von Kamelen in der Wüste von Arizona. Dazu wurden 25 (andere Quellen sprechen von 33) Kamele aus Tunesien importiert, deren Tauglichkeit als Packtiere erprobt werden sollte. Mit ihnen kam ein griechischstämmiger Kameltreiber aus Tunis namens Philippos Tedros, dessen arabischer Name Hadschi Ali lautete. Ein zweiter Treck mit 41 weiteren Kamelen wurde im Jahr 1858/59 gestartet. Die Ergebnisse von Beale und dem Leiter des Projektes, Major Wayne, waren mehr als zufriedenstellend, aber die übrigen Tiere und die Soldaten kamen mit den Kamelen nicht zurecht; nach Augenzeugenberichten verschreckten die Kamele auch die Mulis der Prospektoren und Siedler, die die Kamele z. T. einfach erschossen. Die Army wertete das Projekt als Fehlschlag und ließ die Tiere in der Wüste von Arizona frei, wo sie noch viele Jahre lang eine Attraktion waren. Hadschi Ali blieb in Amerika und starb 1902.

### Rezeption
An Hadschi Ali und die Kamele in Amerika erinnert die Comic-Kurzgeschichte Die Kamelmine im Lucky-Luke-Album Der Galgenstrick und andere Geschichten.

## Nachleben
Nach Beale wurden unter anderem die Beale Air Force Base und die Beale Mountains in Kalifornien benannt.
| Personendaten    | Personendaten                                     |
| ---------------- | ------------------------------------------------- |
| NAME             | Beale, Edward F.                                  |
| ALTERNATIVNAMEN  | Beale, Edward Fitzgerald (vollständiger Name)     |
| KURZBESCHREIBUNG | US-amerikanischer Grenzer, Entdecker und Diplomat |
| GEBURTSDATUM     | 4. Februar 1822                                   |
| GEBURTSORT       | Washington, D.C.                                  |
| STERBEDATUM      | 22. April 1893                                    |
| STERBEORT        | Washington, D.C.                                  |